# ハンス・ベルヌーイ

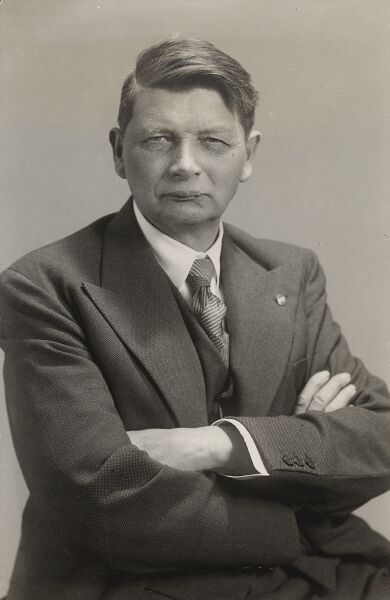
ハンス・ベルヌーイ（1928年）

ハンス・ベルヌーイ（Hans Benno Bernoulli、1876年2月17日 - 1959年9月12日）は、スイスの建築家、都市計画家。都市理論家。スイス連邦工科大学教授も務めた人物。数学者のジャン・ベルヌリ（Jean Bernoulli）の男系5世子孫。
学者の家系で、姉は女性活動家。いとこにヘルマン・ヘッセの妻がいる。中等教育終了後は建築の製図工として働くが1897年、ミュンヘンの造形大学に進学し、フリードリヒ・フォンティルシューに建築教育を受ける。1911年、エベネザー・ハワードの元を訪れる。主な業績にカールスルーエ、ダルムシュタットの集合住宅地や、ベルリン近郊のファルケンベルク開発計画、バーゼルのライン川沿穀物貯蔵建物群、バーゼルのカフェテリアKirschgartenなどがある。